# Калоре
Калоре (порт. Kaloré) — муниципалитет в Бразилии, входит в штат Парана. Составная часть мезорегиона Северо-центральная часть штата Парана. Входит в экономико-статистический микрорегион Фашинал. Население составляет 4664 человека на 2007 год. Занимает площадь 193,299 км². Плотность населения — 20,3 чел./км².

## История
Город основан 7 августа 1961 года.

## Статистика
- Валовой внутренний продукт на 2003 год составляет 41 345 197,00 реалов (данные: Бразильский институт географии и статистики).
- Валовой внутренний продукт на душу населения на 2003 год составляет 9324,58 реалов (данные: Бразильский институт географии и статистики).
- Индекс развития человеческого потенциала на 2000 год составляет 0,753 (данные: Программа развития ООН).